# Chrysotus subcostatus
Chrysotus subcostatus är en tvåvingeart som beskrevs av Friedrich Hermann Loew 1864. Chrysotus subcostatus ingår i släktet Chrysotus och familjen styltflugor. Inga underarter finns listade i Catalogue of Life.